# 希薇·泰絲特
希薇·泰絲特（Sylvie Testud，1971年1月17日—），法國女演員，作家和導演。她的電影生涯始於1991年，至今廣受讚譽，希薇·泰絲特贏得了兩次凱薩獎。2009年3月，她獲得了法國國家功績勳章。2016年，她獲得了藝術與文學勳章。
她有一個兒子魯（出生在2005年2月15日）和一個女兒以斯帖（生於2011年1月）。